# Нижнє Ісаково
Нижнє Іса́ково (рос. Нижнее Исаково) — присілок у складі Кічменгсько-Городецького району Вологодської області, Росія. Входить до складу Єнангського сільського поселення.

## Населення
Населення — 2 особи (2010; 26 у 2002).
Національний склад (станом на 2002 рік):
- росіяни — 96 %